# Metralladora lleugera Tipus 99
La Tipus 99 (en japonès 九九式軽機関銃, kyūkyū-shiki kei-kikanjū) era una metralladora lleugera utilitzada per l'Exèrcit Imperial Japonès durant la Segona Guerra Mundial.

## Historial de servei i desenvolupament

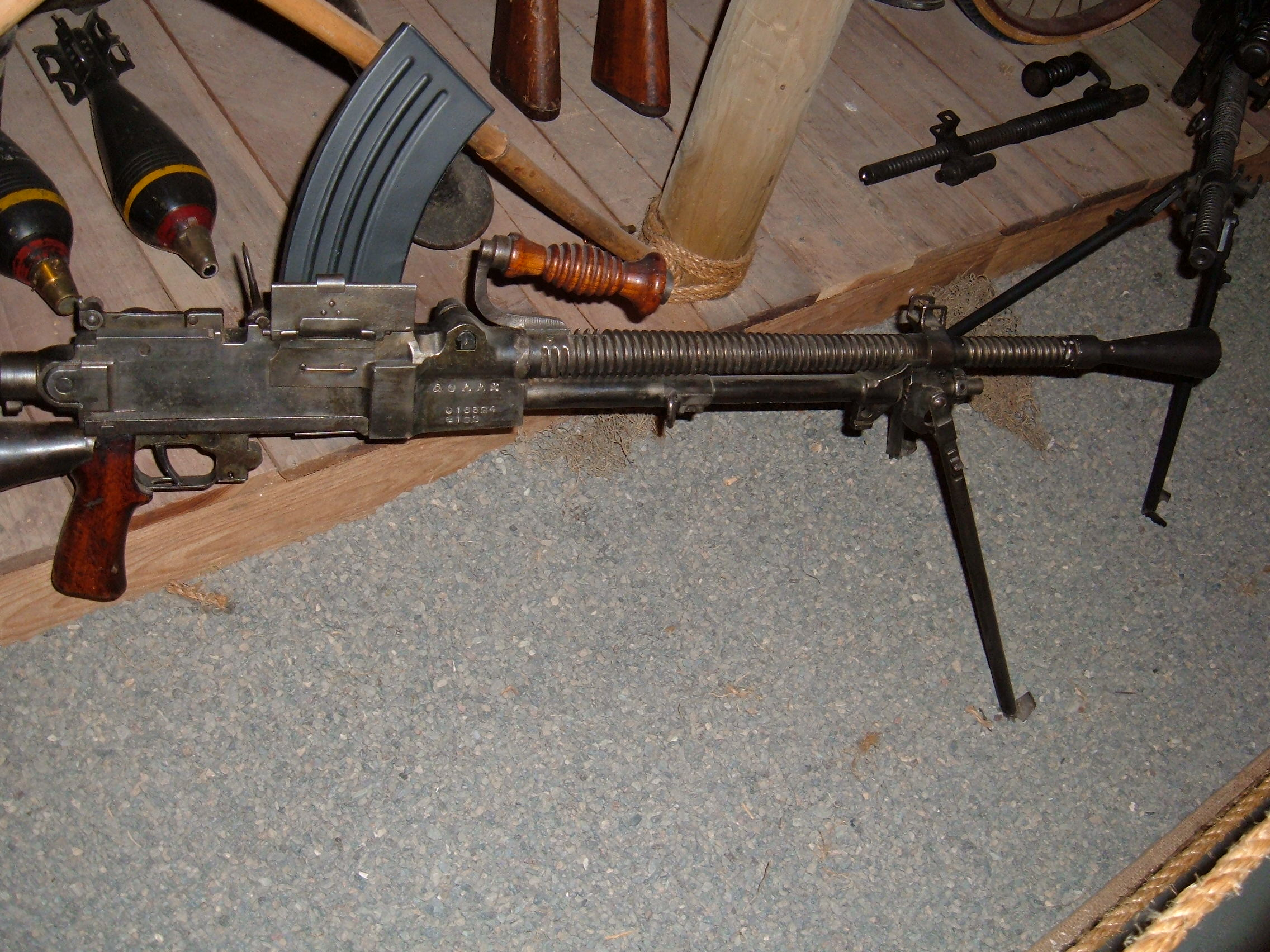
Una metralladora Tipus 99 en l'actualitat

L'exèrcit japonès utilitzava la metralladora Tipus 96, una versió millorada de l'antiga metralladora Tipus 11. La Tipus 96 va entrar en servei el 1936, i va ser ràpidament adoptada com a arma per oferir foc de cobertura per a la infanteria quan aquesta avançava. Tant la Tipus 11 com la Tipus 96 utilitzaven la munició de 6,5x50mm Arisaka, igual que el fusell Tipus 38. Gràcies a això, totes les armes podien obtenir mes munició, ja que es fabricava només aquell model de munició, I amb això, qualsevol persona d'una esquadra podia donar munició a la metralladora, o la metralladora als fusells.
Encara que el 1939 l'exèrcit japonès va demanar una munició més potent, i van començar a fer la munició de 7,7x58mm Arisaka, la qual va provar ser més efectiva que l'anterior munició. Aquesta nova munició més potent produïa per cada tret una energia de 3.136 joules, comparat amb els 1.996 joules de la munició de 6,5x50mmSR Arisaka, i per això, va fer que cada arma necessités més metall, per fer més grossa la molla per disparar i el sistema de forrellat, per poder controlar el augmentat poder de la nova munició. Això va requerir que es modernitzés el fusel Tipus 38 fins al fusell Tipus 99, que podia controlar la nova I més potent munició. També era necessari produir una versió que pogués disparar aquella munició per substituir la metralladora Tipus 96. Per respondre a aquestes demandes es va dissenyar la metralladora tipus 99 a Kokura, a l'arsenal de Nagoya, amb una producció total d'uns 53.000 exemplars. 

## Disseny

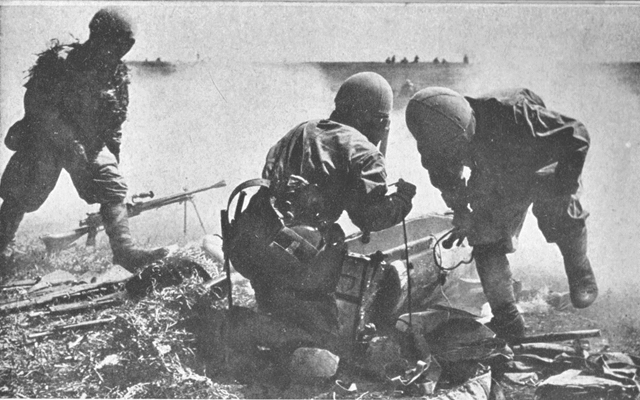
Paracaigudistes japonesos amb una metralladora Tipus 99 muntada

La Tipus 99 es bàsicament una Tipus 96, encara que estava preparada per aguantar la nova munició. Encara que, gràcies a petites modificacions, la nova Tipus 99, era millor que la seva predecessora, la Tipus 96, en aspectes com per exemple l'expulsió de la munició. Els primers models tenien un monòpode (bípede d'una sola pota) I un supressor incorporat en el canó, el que amagava la posició de arma evitant que es pogués veure el flaix del canó. El carregador amb forma de semicercle a la part superior de l'arma, podia emmagatzemar fins a 30 bales, I el canó del arma podia ser canviat ràpidament en cas que es sobreescalfés.
La Tipus 99 tenia una mira de ferro en la part de davant de l'arma i una altra al costat del carregador, amb graduacions des de 200 metres fins a 1.500 metres. Es podia afegir una mira telescòpica de 2,5 augments, amb un angle de 10 graus, podia ser afegida a la part lateral del arma. Aquestes metralladores eren a vegades donades a tiradors d'elit per ser utilitzades com a fusells de franctirador. es podia afegir Una baioneta a la boca de la metralladora, i era la mateixa que s'utilitzava en els fusells, però en el camp de batalla es va veure que era bastant inefectiva, per culpa del seu pes, i a la vegada per cula del supressor, que feia que el arma no pogués fixar-s'hi amb total seguretat la baioneta.

## En combat
La Tipus 99 va entrar en servei en 1939, junt amb les seves antigues versions, la Tipus 96 i la Tipus 11, ja que tots aquests models van ser produïts en grans quantitats, i moltes tropes seguien utilitzant els fusells Tipus 38, podien seguir amb les esquadres amb la mateixa munició i que es poguessin abastir entre ells. Les tres metralladores van seguir en servei fins que el Japó es va rendir incondicionalment i va acabar la Segona Guerra Mundial.

## Variants
Una petitíssima quantitat d'aquestes metralladores van ser produïdes per a paracaigudistes. Aquesta versió tenia una empunyadura de pistola per donar-li més estabilitat. Aquesta arma podia ser desmuntada en parts per poder-la portar en una bossa, es desmuntava el canó, la culata i la empunyadura. Aquesta versió tenia el canó una mica més petit que les versions normals.